# 兵隊にはなりたくない
「兵隊になりたくない」（I Don't Want to Be a Soldier）は1971年に発表されたジョン・レノンの曲。ソロ・アルバム『イマジン』に収録されている。
「イマジン」とは対照的に反戦を歌ったヘビーなナンバーである。兵隊、水兵、弁護士、資産家、乞食、牧師などの名前を挙げて、ひたすら否定し続けるという内容。基本的には「自分を偽りたくない」というメッセージが込められている。

## その他
ジョンは、役の上では反戦映画「僕の戦争」で兵隊を演じたことがある。
ジョンレノンアンソロジーにこの曲のアウトテイクが収録されている。